# Maria Antoni Hrynkiewicz
Józef Maria Antoni Hrynkiewicz, właśc. Józef Hrynkiewicz (lit. Juozapas Grinkievičius) (ur. 1866, zm. 1938) – duchowny mariawicki, kustosz prowincji litewskiej Kościoła Katolickiego Mariawitów.
Do 1906 ksiądz diecezji augustowskiej i wikariusz parafii rzymskokatolickiej Wniebowzięcia Najświętszej Marii Panny w Filipowie. Pionier ruchu mariawickiego w guberni suwalskiej.
Po ekskomunice papieskiej Związku Mariawitów zorganizował parafię w Filipowie, która była głównym ośrodkiem mariawityzmu na Suwalszczyźnie i północnym Podlasiu. Pełnił funkcję kustosza prowincji litewskiej Kościoła Katolickiego Mariawitów.

## Literatura
- Stanisław Rybak. Mariawityzm. Studium historyczne. Warszawa 1992.